# 能勢電鉄1700系電車

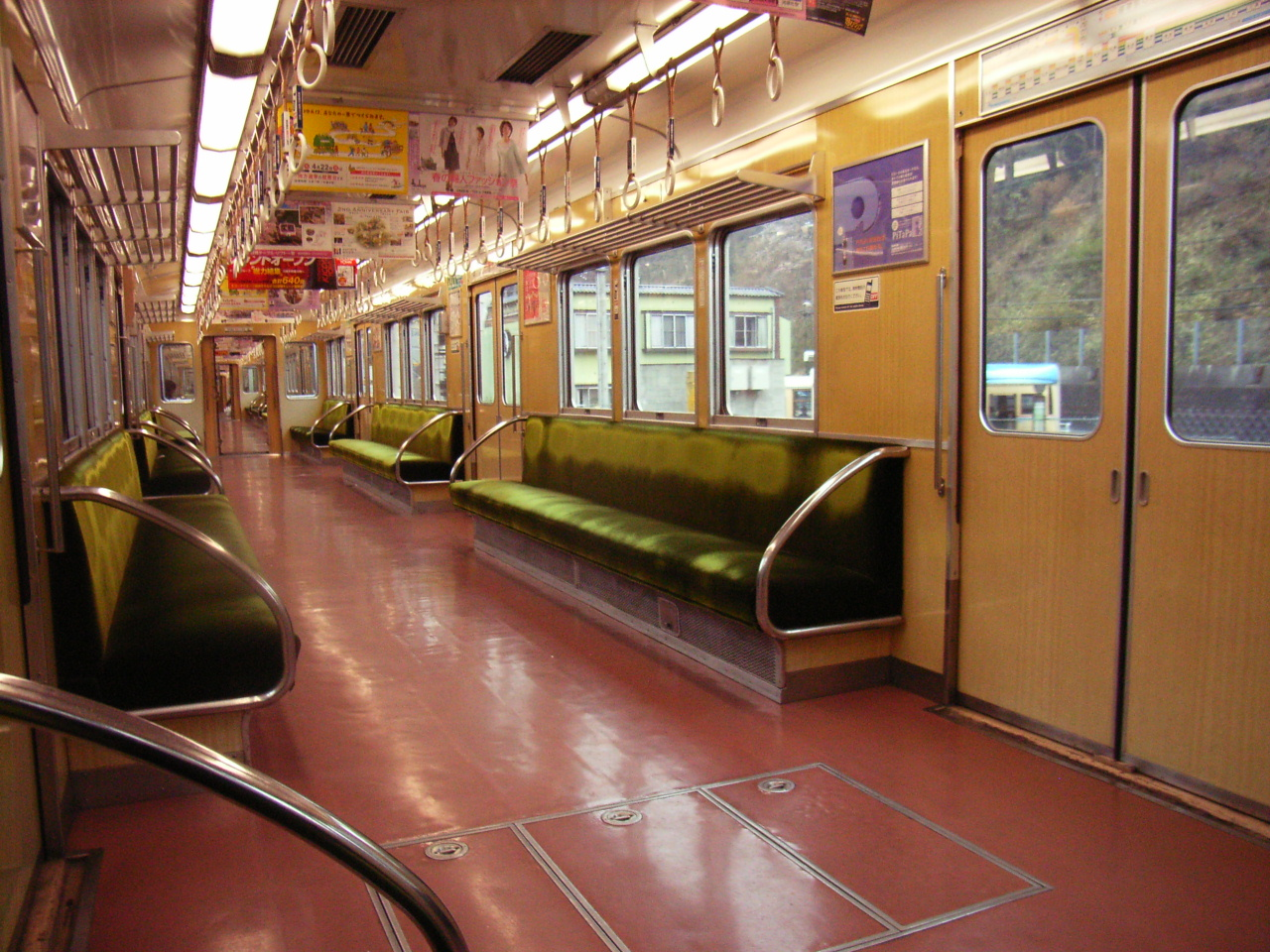
1700系の車内
（2007年4月7日）

能勢電鉄1700系電車（のせでんてつ1700けいでんしゃ）は、能勢電鉄が1990年に導入した電車である。阪急電鉄の2000系を種車とするグループで、1990年から1992年にかけて竣工した。1700系の増備に伴い610系が代替され、能勢電鉄の冷房化率が100%になった。

## 導入時の改造

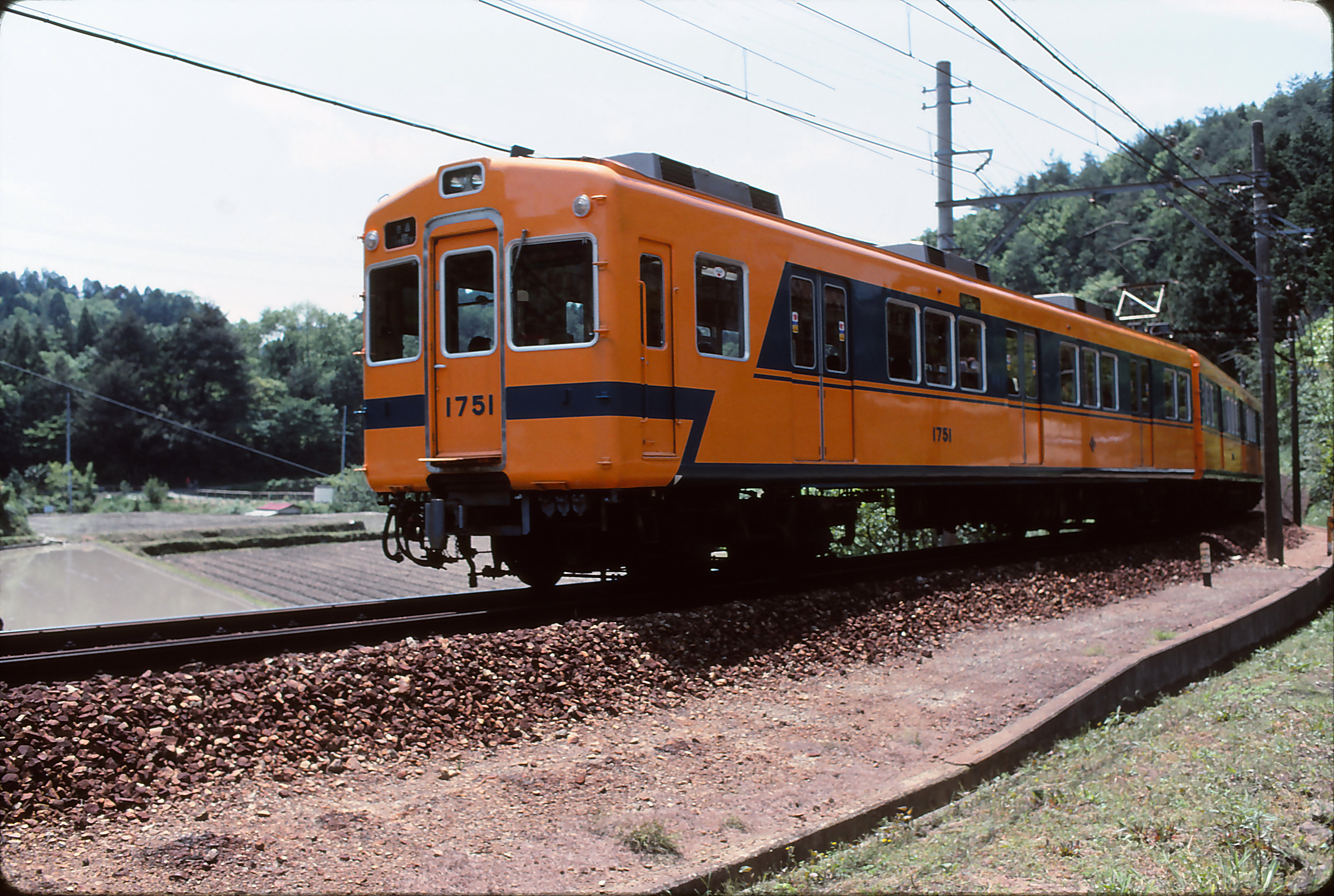
登場時塗装の1751F（1991年）

導入に際してアルナ工機で改造を行い、方向幕の設置、600Vへの降圧工事などを行った。冷房化は阪急在籍中に実施されており、屋根上の冷房装置の設置間隔が広く、冷風吹出口にスイープファンは付いていない。
車体の塗装は、オレンジとグリーンの新塗装が採用された。オレンジは躍進と希望を、グリーンは沿線の緑を表したもので、能勢電鉄のイニシャルである「N」を形取っている。
補助電源と空気圧縮機は、将来の昇圧に備えて複電圧対応とされた。補助電源はSIVで東芝BS-483Dを、空気圧縮機はD-3-NHAを搭載する。

## 車種と編成
妙見口・日生中央方から1750形 (Tc) - 1730形 (M) - 1780形 (T) - 1700形 (Mc) の4両編成を組成する。中間車はすべて製造時から中間車車体である。
- 1750形（1750 - 1758）
CPを搭載する制御車。1753 - 1755はMGも搭載している[5]。
- 1730形（1730 - 1738）
パンタグラフと制御器を搭載する中間電動車。
- 1780形（1780 - 1788）

　　SIVとCPを搭載する付随車。
- 1700形（1700 - 1708）

　　　　パンタグラフと制御器を搭載する制御電動車。
新旧の車両番号の対照は次のとおりである。1757Fと1758Fで旧番号が逆になっている文献もあるが、2070F→1757F、および2064F→1758Fが正確である。
| 能勢電鉄での番号 | 能勢電鉄での番号 | 能勢電鉄での番号 | 能勢電鉄での番号 | ← | 阪急時代の番号 | 阪急時代の番号 | 阪急時代の番号 | 阪急時代の番号 | 備考         |
| ---------------- | ---------------- | ---------------- | ---------------- | - | -------------- | -------------- | -------------- | -------------- | ------------ |
| 1750             | 1730             | 1780             | 1700             | ← | 2092           | 2004           | 2061           | 2003           |              |
| 1751             | 1731             | 1781             | 1701             | ← | 2058           | 2008           | 2063           | 2044           |              |
| 1752             | 1732             | 1782             | 1702             | ← | 2067           | 2006           | 2057           | 2017           |              |
| 1753             | 1733             | 1783             | 1703             | ← | 2054           | 2042           | 2053           | 2005           |              |
| 1754             | 1734             | 1784             | 1704             | ← | 2050           | 2000           | 2051           | 2014           | 2050は2代目  |
| 1755             | 1735             | 1785             | 1705             | ← | 2062           | 2012           | 2177           | 2013           | 2177は2071系 |
| 1756             | 1736             | 1786             | 1706             | ← | 2068           | 2018           | 2187           | 2019           | 2187は2071系 |
| 1757             | 1737             | 1787             | 1707             | ← | 2070           | 2002           | 2078           | 2020           | 2078は2071系 |
| 1758             | 1738             | 1788             | 1708             | ← | 2064           | 2010           | 2072           | 2011           | 2072は2071系 |

## 導入後の改造
ワンマン改造は1500系での完了に続いて行われ、1750Fを除く8編成に施工された。このほか、1500Vへの昇圧工事や塗装変更が行われている。
2014年に1754Fの1754の前照灯が、試験的にLEDに改造された。その後3100系を含む他編成にも波及し、2016年8月までに全編成の前照灯がLEDとなっている。
2017年よりスカートの設置が開始された。1754Fを皮切りに3100系を含む他編成にも波及している。ただし、1752Fは廃車まで設置されていなかった（後述）。
2018年頃から一部編成で運転台の速度計のデジタル化とATSの更新が行われ、5100系と同等のものに交換された。なお、阪急のHSCブレーキ車とは異なり、非常ブレーキの電気指令化は行われていない。更新されていない編成は1754Fと3100系3170Fのみとなったが、後述のとおり2022年度末までに廃車された。

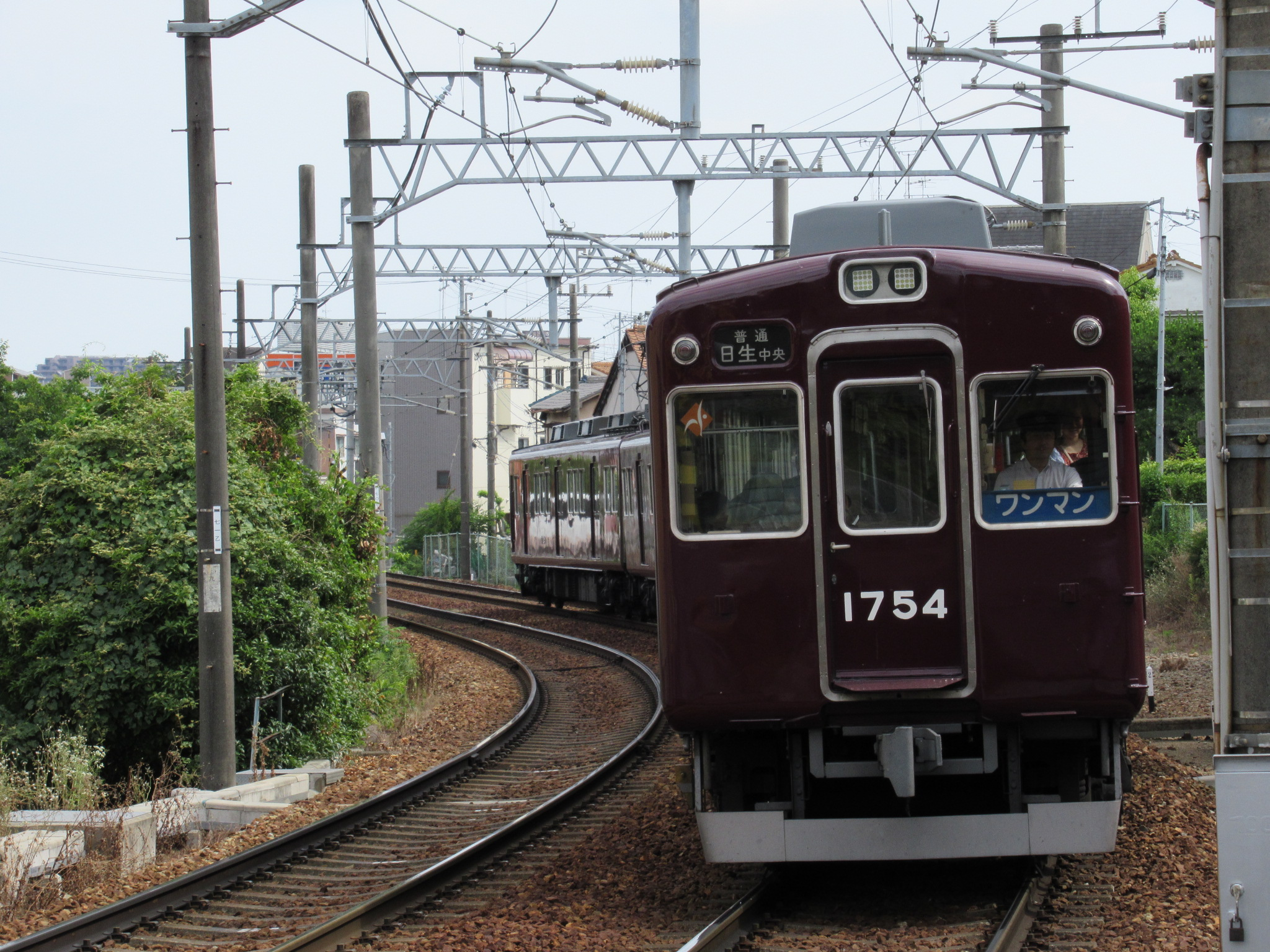
1754 スカート設置、前照灯LED化編成 （2017年6月18日）
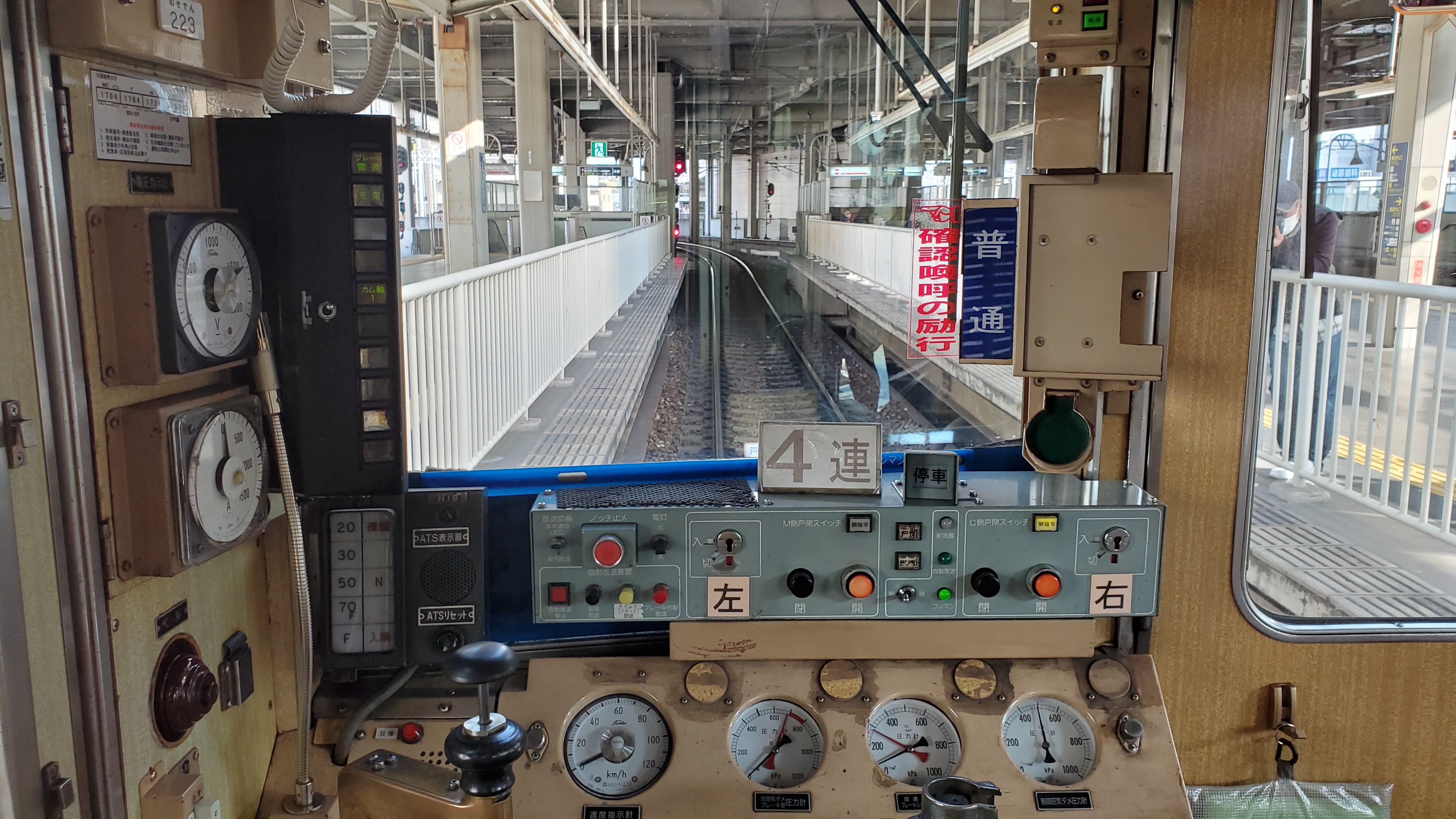
1754Fの運転台 ATS・速度計未更新
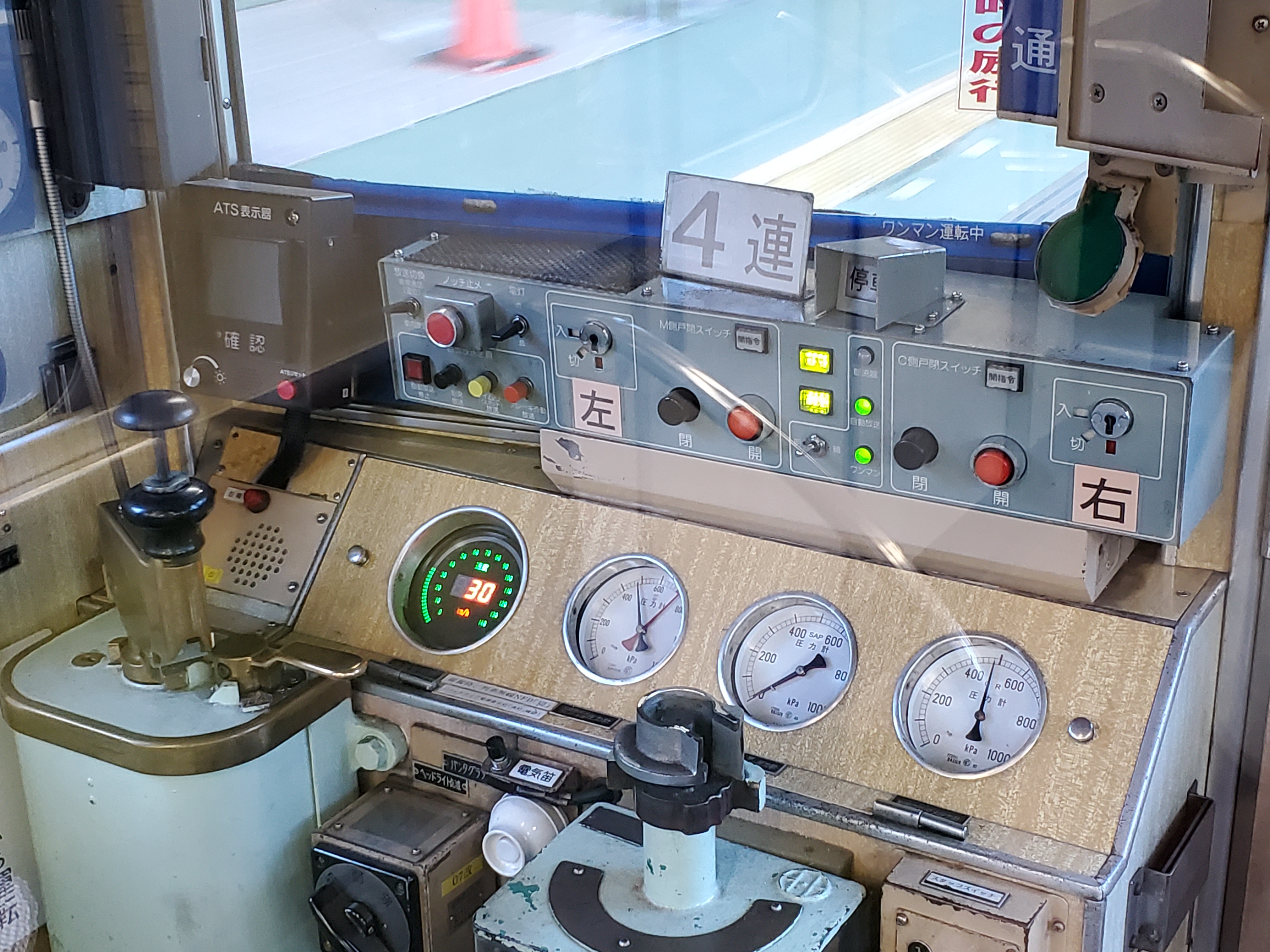
1756Fの運転台 ATS・速度計更新済

## 歴史

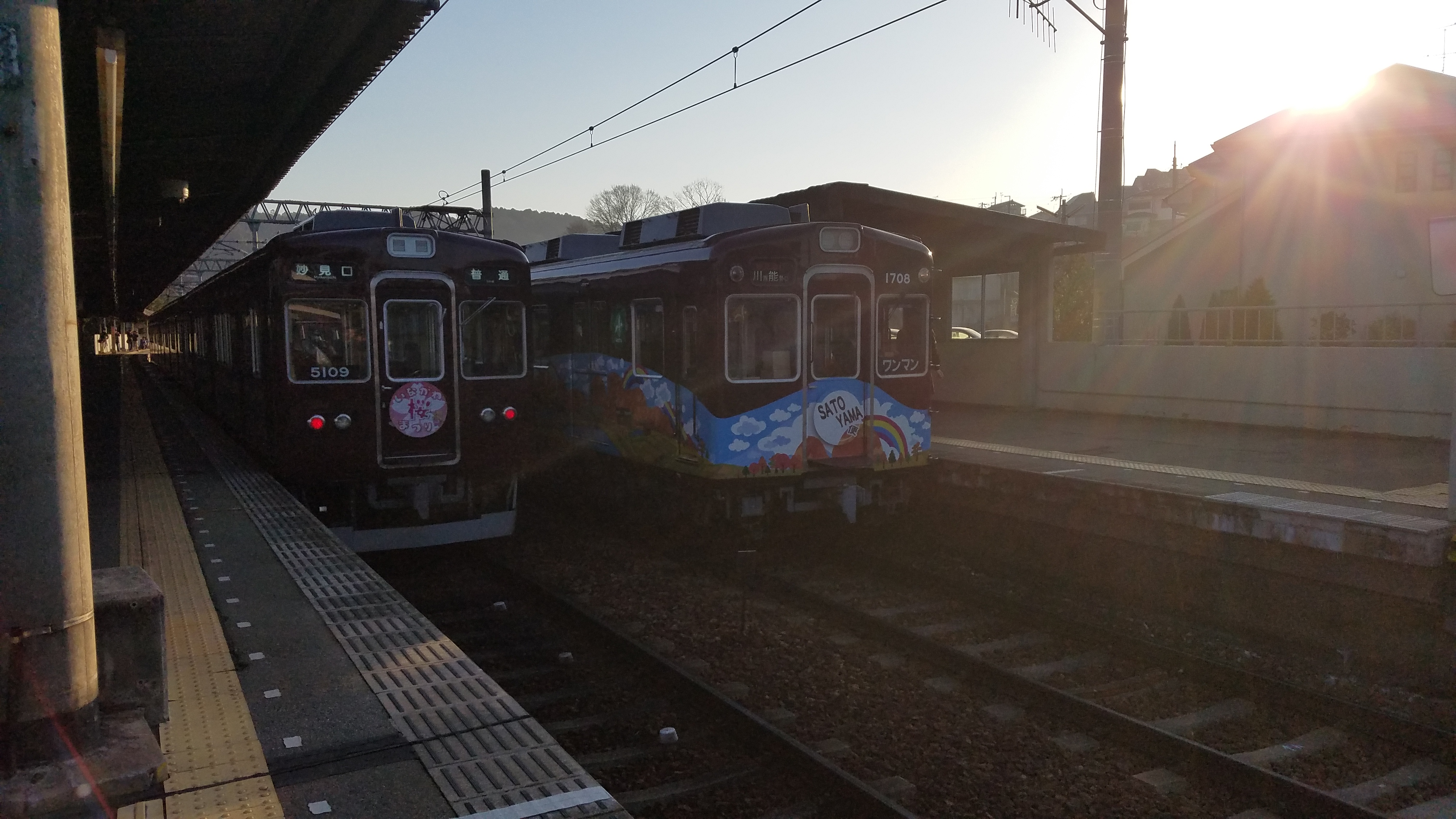
運用最終日に妙見急行の運用に就く里山便 (2017年3月17日 山下駅)

1700系は1990年に4両編成2本、1991年に4両編成3本、1992年に4両編成2本が投入された。旧型の610系は1992年4月に全車廃車となり能勢電鉄の全車両が冷房車となった。
1995年には4両編成4本を6両編成2本に組み換え6両運用を開始した。1997年の全線ワンマン運転開始（平日朝夕ラッシュ時を除く）に伴い、1700系の6両編成1本が4両編成化された（2両は休車）。6両編成での運用は2000年の終日ワンマン化まで実施された。
2003年のダイヤ改正による特急「日生エクスプレス」の増発に伴う4両編成の運用減を受け、最後までワンマン改造未施工で運用離脱状態にあった1750Fが余剰となり、2005年3月31日付で廃車された。最後まで塗装のマルーン化がなされていなかったことから、塗り替え直前に旧塗装消滅のイベント列車に使用された。
2017年3月のダイヤ改正に伴う日生急行・妙見急行の廃止で2編成が余剰となり、1751Fと1758F「里山便」が廃車された。
2018年に1752Fが7200系7200Fへの代替で廃車され、能勢電鉄のスカート未設置車が消滅した。
2019年5月には1753Fが7201Fへの代替で廃車となった。廃車に先立って5月18日には日生中央駅の留置線で記念撮影会が実施された。
2022年12月にはダイヤ改正に伴い1754Fと1756Fの2編成が運用終了となるのにあわせ、同年11月に2編成での撮影会が実施された。2編成の運用離脱により、電連枠の残置編成および営業運転を行う元阪急2100系車両が消滅した。
以降は1755Fと1757Fの2編成が運用に就いている。

## ラッピング・企画HM
2014年には「日本一の里山」と言われる川西市黒川地区のPRのため、1758Fを用いた能勢電鉄初の大規模ラッピング電車「里山便」の運転を開始した。車内の一部広告は里山便をPRするオリジナルのものが掲出され、吊り革には里山便のステッカーが貼付されていた。2017年の廃車まで運転された。
2018年2月から川西市出身の西野亮廣原作の絵本のイベント「えんとつ町のプペル光る絵本展in川西」をPRするラッピングが1752Fに施された。イベント期間中は車内の吊り広告に絵本の物語を1ページずつ掲出し、日生中央方から川西能勢口方に向かって物語を通して読めるようになっていた。イベント後はHMを取り外し、広告も標準のものに戻されたが、ラッピングはそのままで5月の廃車まで運転された。1752Fは7200系7200Fによる置き換えで廃車予定の編成であり、ラッピングの撤去費用を節約できるとの配慮から選定された経緯がある。
2020年6月、1700系導入30周年を記念したヘッドマークが1757Fに掲げられた。
12月には1700系の種車である阪急2000系が製造60周年を迎えたことを記念して、1754Fにヘッドマークと車内プレートが掲げられた。日生中央駅での記念撮影会が予定されていたが、新型コロナウイルス感染拡大による大阪府の外出自粛要請を受けて中止となった。
2021年2月より、沿線中学校・高校の卒業式を祝う『祝電』が1754Fで運行されている。前面にヘッドマークが2枚掲げられ、各車内にはそれぞれの4校の祝福メッセージが掲載されている。
2023年4月13日より能勢電鉄開業110周年記念号が1757Fにおいて運行されている。全面に記念ヘットマークが2枚掲げられ、ドアの横に記念ステッカーが貼られ、車内に記念プレートが掲げられた。吊り広告やドア横の広告枠を使い、能勢電鉄の歴史を振り返る「能勢電鉄あゆみギャラリー」が展示されている。

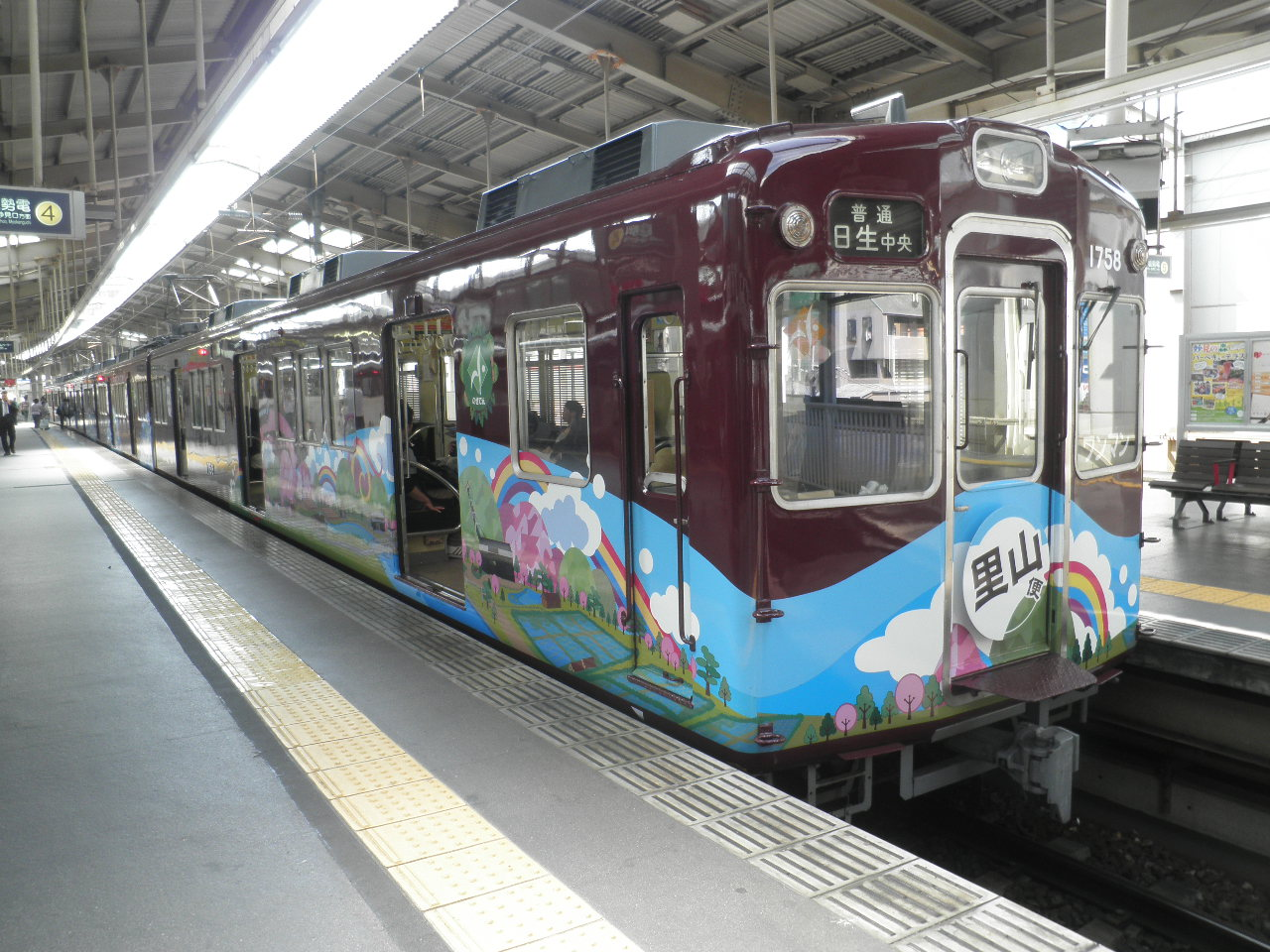
1758F「里山便」 （2014年5月28日 川西能勢口駅）
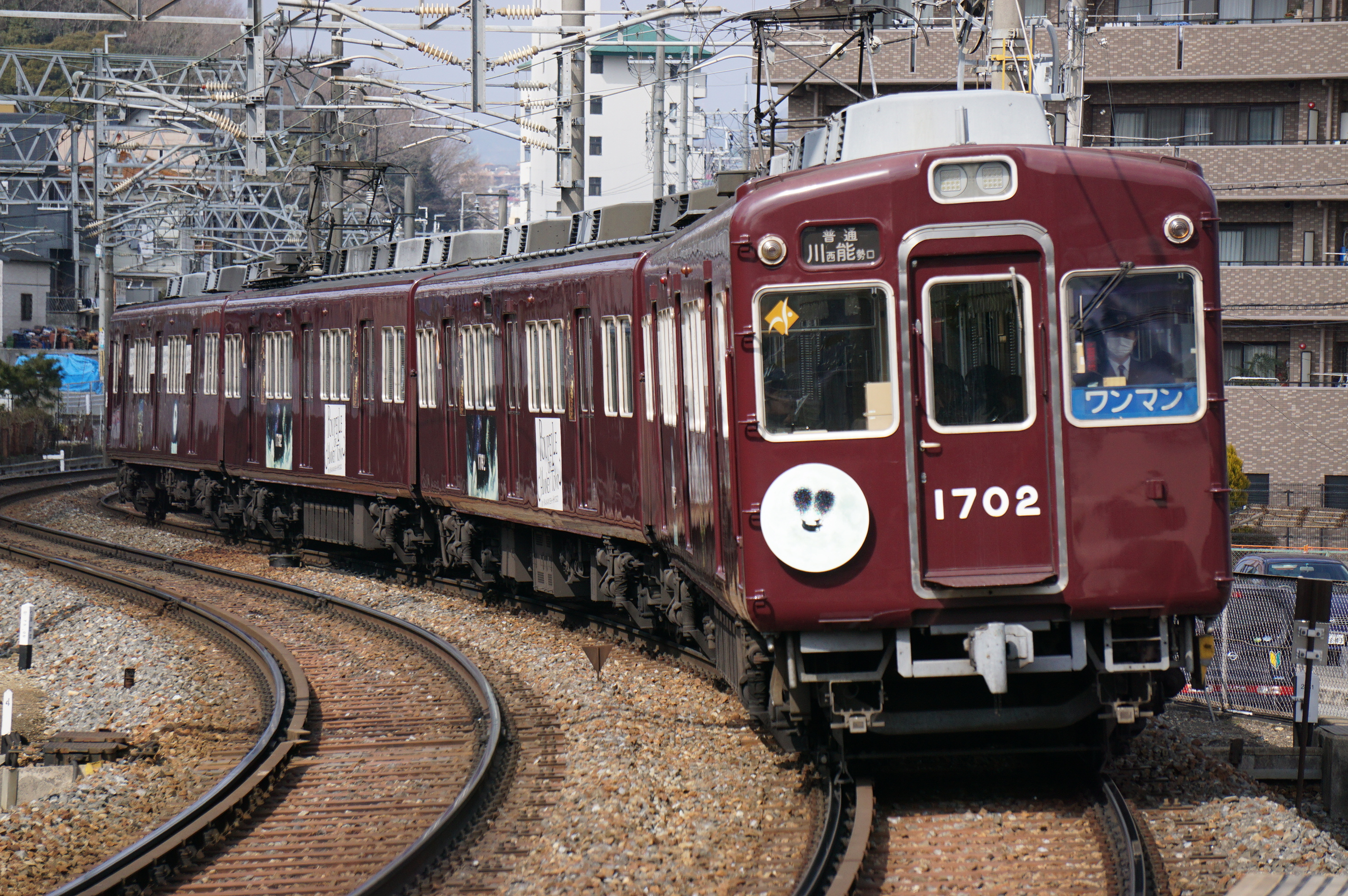
1752F「えんとつ町のプペル電車」 （2018年2月26日 滝山駅）
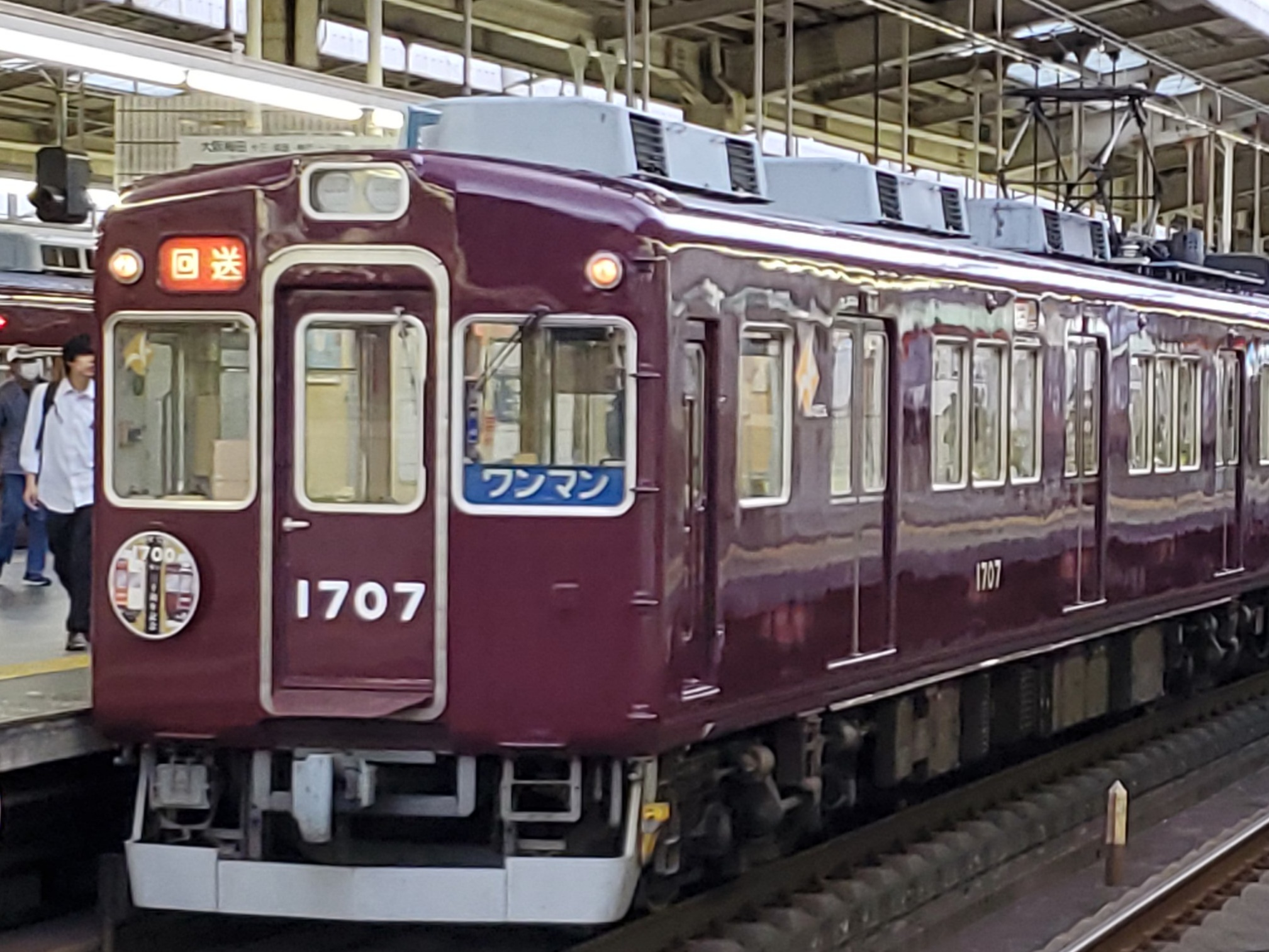
1757F「1700系導入30周年」 （2020年9月30日 川西能勢口駅）
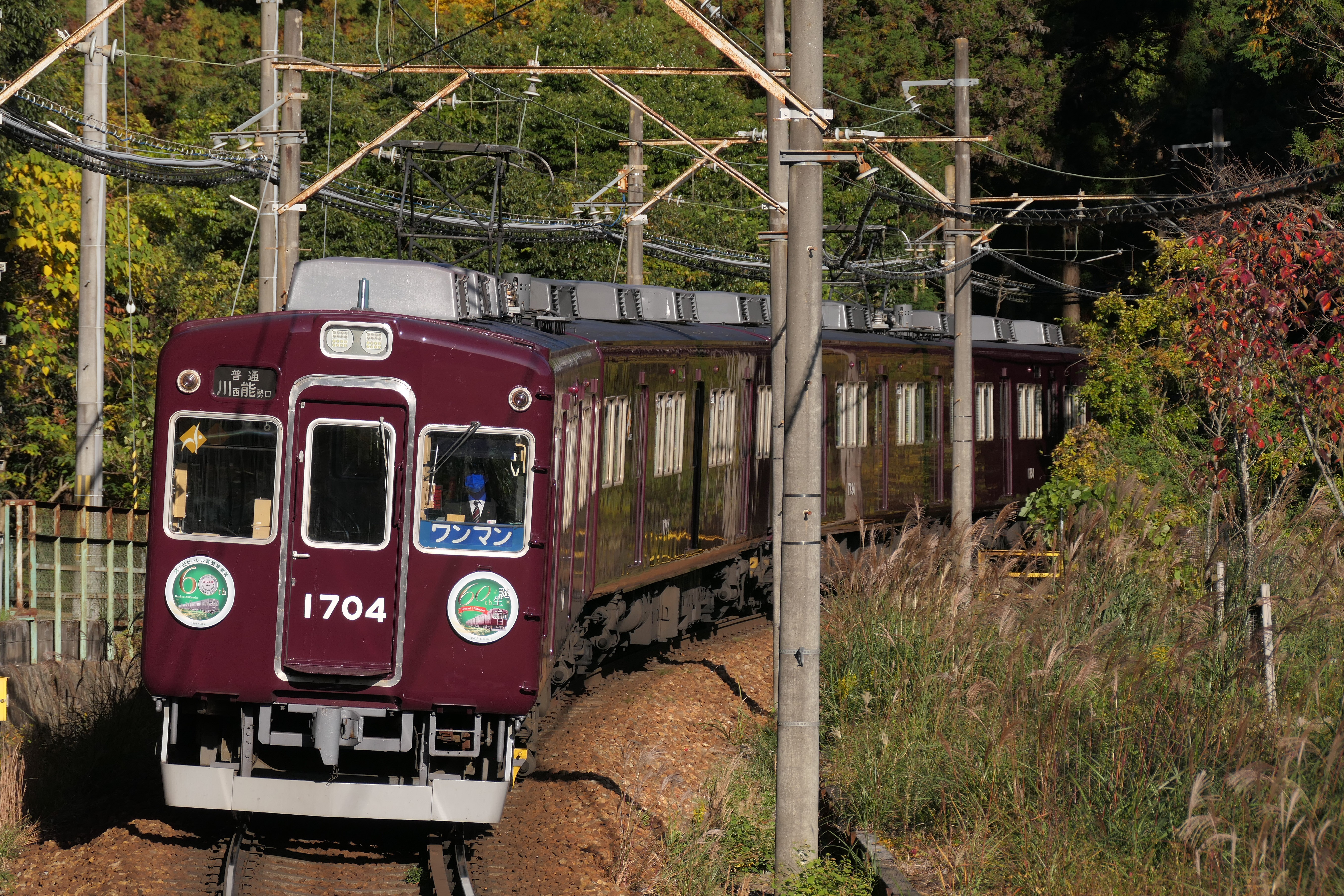
1754F「威風堂々60周年」 （2020年11月）
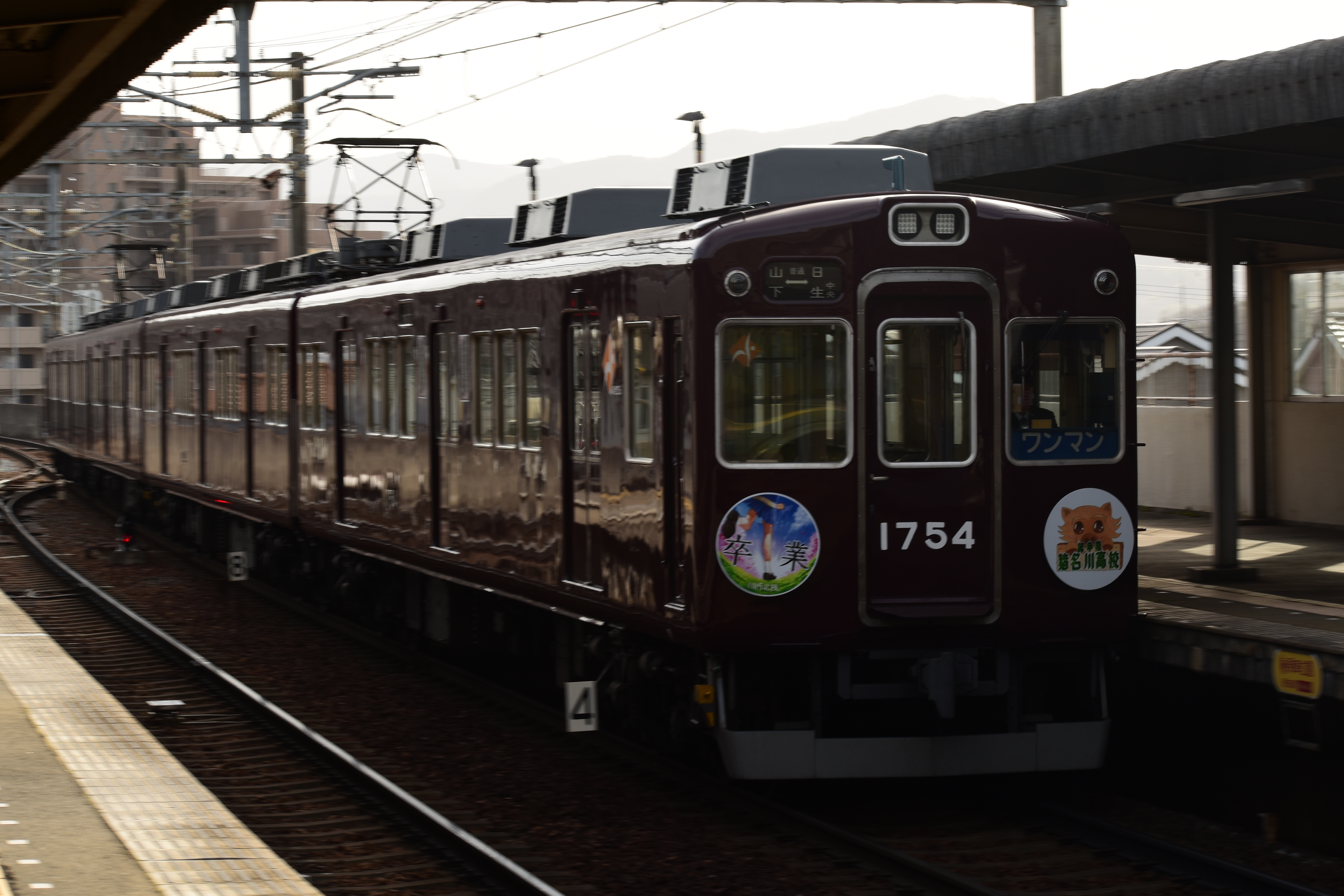
1754F「祝電」 （2021年3月17日 山下駅）

## 編成表
| ← 日生中央・妙見口川西能勢口 → | ← 日生中央・妙見口川西能勢口 → | ← 日生中央・妙見口川西能勢口 → | ← 日生中央・妙見口川西能勢口 → | 竣工          | 廃車          | 備考               |
| Tc                             | M                              | T                              | Mc                             |               |               |                    |
| 1750                           | 1730                           | 1780                           | 1700                           | 1990年3月31日 | 2005年3月31日 | ワンマン改造未施工 |
| 1751                           | 1731                           | 1781                           | 1701                           | 1990年7月6日  | 2017年3月22日 |                    |
| 1752                           | 1732                           | 1782                           | 1702                           | 1990年8月3日  | 2018年5月10日 |                    |
| 1753                           | 1733                           | 1783                           | 1703                           | 1991年3月29日 | 2019年5月27日 |                    |
| 1754                           | 1734                           | 1784                           | 1704                           | 1991年4月27日 | 2023年2月     |                    |
| 1755                           | 1735                           | 1785                           | 1705                           | 1991年8月10日 |               |                    |
| 1756                           | 1736                           | 1786                           | 1706                           | 1992年3月10日 | 2022年12月    |                    |
| 1757                           | 1737                           | 1787                           | 1707                           | 1992年6月10日 |               |                    |
| 1758                           | 1738                           | 1788                           | 1708                           | 1992年9月6日  | 2017年3月22日 |                    |